# Overseas Highway and Railway Bridges
Les Overseas Highway and Railway Bridges sont un district historique dans le comté de Monroe, en Floride, aux États-Unis. Ce district est constitué par une série de vingt-trois ponts situés dans les Keys. Il est inscrit au Registre national des lieux historiques depuis le 13 août 1979.